# Rapsodia húngara n.º 2 (Liszt)
La Rapsodia húngara n.º 2, S. 244/2 forma parte de las diecinueve Rapsodias húngaras del compositor Franz Liszt. Ofrece al pianista la oportunidad de mostrar su virtuosismo al mismo tiempo que atrae enormemente al público. La obra consta de dos partes distintas: el Lassan y el Friska (del húngaro: lassú - lento; friss - fresco, rápido). 
Está escrita en Do sostenido menor y está dedicada al conde Ladislas Teleky ("au Comte Ladislas Teleky"). Fue compuesta en 1847 y fue publicada por primera vez como pieza para piano solo en 1851 por Senff and Ricordi. 
Esta rapsodia se ha utilizado en dibujos animados y ha servido como base para varias canciones populares.

## En la cultura popular
- La Rapsodia húngara n.º 2 forma parte de la banda sonora de la película Shine, dirigida por Scott Hicks, que trata la vida del pianista David Helfgott.
- La Rapsodia húngara n.º 2 apareció en el cortometraje The Cat Concerto de Tom and Jerry, en 1947; en el Convict Concerto, del Pájaro Loco (1954); y en el Rhapsody Rabbit de Bugs Bunny (1946).
- La Rapsodia húngara n.º 2 también apareció en la película ¿Quién engañó a Roger Rabbit? Durante la escena del cabaret, el pato Donald y el pato Lucas tocan a dúo la pieza mientras intentan hacerse daño el uno al otro.
- Parte de la Rapsodia húngara n.º 2 se utilizó en la canción Lobachevsky, de Tom Lehrer.
- Mario Moreno "Cantinflas" dirigió en su película Si yo fuera diputado la Rapsodia húngara n.º 2.
- En la película de Animaniacs: El Deseo de Wakko, la canción durante la cual todos comienzan la carrera hacia la estrella de los deseos ("Debo llegar a la Estrella de los Deseos") es la Rapsodia húngara n.º 2, para lo cual se hizo una adaptación y letras, las cuales fueron escritas por Randy Rogel y Tom Ruegger.
- En el capítulo "Los trabajos de Hércules" de la temporada 13 de la serie británica "Agatha Christie's Poirot", se puede escuchar al Dr. Lutz tocando la "Rapsodia húngara n.º 2", mientras Poirot está sentado a la mesa con la condesa Rossakoff y Alice Cunningham.